# Boswell (Pennsilvània)
Boswell és una població dels Estats Units a l'estat de Pennsilvània. Segons el cens del 2000 tenia 1.364 habitants.

## Demografia
Segons el cens del 2000, Boswell tenia 1.364 habitants, 608 habitatges, i 370 famílies. La densitat de població era de 711,7 habitants per quilòmetre quadrat.
Dels 608 habitatges en un 28,1% hi vivien nens de menys de 18 anys, en un 41,9% hi vivien parelles casades, en un 13,8% dones solteres, i en un 39,1% no eren unitats familiars. En el 35,2% dels habitatges hi vivien persones soles el 17,9% de les quals corresponia a persones de 65 anys o més que vivien soles. El nombre mitjà de persones vivint en cada habitatge era de 2,24 i el nombre mitjà de persones que vivien en cada família era de 2,92.
Per edats la població es repartia de la següent manera: un 23,8% tenia menys de 18 anys, un 7,9% entre 18 i 24, un 27,2% entre 25 i 44, un 21% de 45 a 60 i un 20% 65 anys o més.
L'edat mediana era de 39 anys. Per cada 100 dones de 18 o més anys hi havia 86,9 homes.
La renda mediana per habitatge era de 20.875 $ i la renda mediana per família de 26.667 $. Els homes tenien una renda mediana de 26.023 $ mentre que les dones 18.958 $. La renda per capita de la població era de 12.036 $. Entorn del 26,4% de les famílies i el 29,1% de la població estaven per davall del llindar de pobresa.

## Poblacions més properes
El següent diagrama mostra les poblacions més properes.